# De gezichtenhandel
Tom Poes en de plamoen of Tom Poes en de gezichtenhandel, of kortweg De gezichtenhandel of De plamoen is het 93ste verhaal uit de Bommelsaga, geschreven en getekend door Marten Toonder. Het verhaal verscheen voor het eerst op 9 februari 1961 en liep tot 22 april 1961. Het thema van het verhaal is gezichtsverlies.

## Het verhaal
Midden in het Donkere Bomen Bos staat een oude ruïne, waar een plamoen woont. Deze heeft de eigenschap dat hij de angsten weerspiegelt van degenen die hem aankijken, en die personen verliezen vervolgens hun gezicht. Op een avond betreurt hij, gezeten op een steen, hardop zijn eigen lot. Hij wil graag net zo zijn als anderen en ook vrienden hebben. Zijn geklaag wordt opgevangen door een beruchte grijsaard, die later op de avond aanklopt bij de ruïne. Hij stapt naar binnen en kijkt zijn gastheer aan. Het valt hem niet mee, maar de oude man is door het leven gehard. Hij biedt hulp aan en die is meer dan welkom. Het is een voorstel tot samenwerking, want de grijsaard handelt nu eenmaal in gezichten. Hierdoor krijgen enkele Rommeldammers met gezichtsverlies te maken. Tom Poes bied uitkomst, de magister wordt verslagen, en ook de plamoen is tevreden.

## Hoorspel
- De plamoen in het Bommelhoorspel

## Voetnoot
1. ↑  Band 19 Volledige Werken (De gezichtenhandel is de oorspronkelijke titel van het verhaal, de laatste door Marten Toonder geautoriseerde versie is Tom Poes en de plamoen.
2. ↑   Een plamoen is uiterst overgevoelig. Iedereen ziet in het gezicht van een plamoen datgene waar hij het bangst voor is. Het is overigens een fictieve term.